# Gommern
Gommern là một đô thị thuộc huyện Jerichower Land, bang Sachsen-Anhalt, Đức. Đô thị Woltersdorf, Jerichower Land có diện tích 159,96 km², dân số thời điểm ngày 31 tháng 12 năm 2006 là 11399 người. 
Ngày 1 tháng 1 năm 2005, các đô thị Dannigkow, Dornburg, Karith, Ladeburg, Leitzkau, Menz, Nedlitz, Vehlitz và Wahlitz đã được sáp nhập vào Gommern